# 库 (滨海夏朗德省)
库村（法語：Coux，法語發音：[ku]）是法国滨海夏朗德省的一个市镇，位于该省南部偏东，属于容扎克区。

## 地理
库村（45°18'47"N, 0°24'18"W）面积13.21 平方千米，位于法国新阿基坦大区滨海夏朗德省，该省份为法国西部滨海省份，北起旺代省，西临大西洋，南至吉倫特省，东南接多爾多涅省，东北接德塞夫勒省接壤，东临夏朗德省。
与库村接壤的市镇（或旧市镇、城区）包括：沙穆亚克、沙尔蒂扎克、埃克斯皮尔蒙、蒙唐德尔、鲁菲尼亚克、苏梅拉、蒂热拉圣莫里克。
库村的时区为UTC+01:00、UTC+02:00（夏令时）。

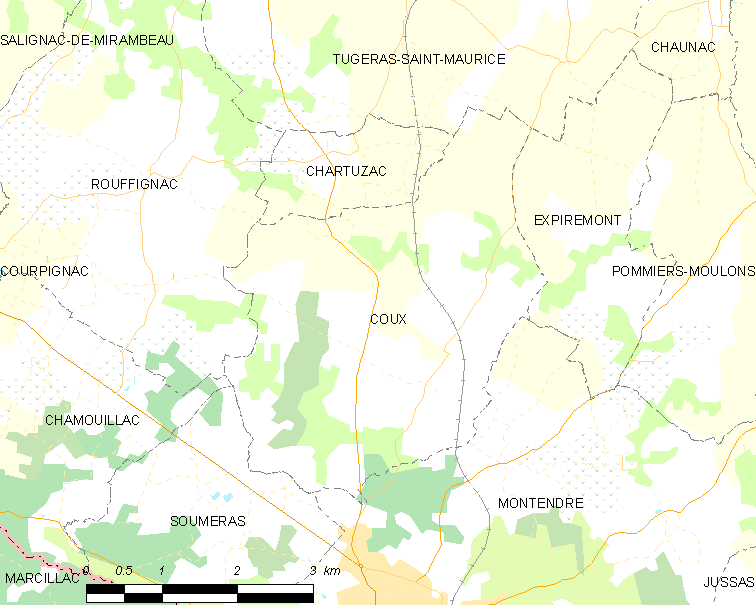
库村的OSM定位图

## 行政
库村的邮政编码为17130，INSEE市镇编码为17130。

## 政治
库村所属的省级选区为三山县。

## 人口

1962-2008年间库村人口变化图示

库村于2022年1月1日时的人口数量为484人。